# Казцинк
Казцинк — казахстанская металлургическая компания, крупный производитель цинка, свинца, меди и драгоценных металлов. Генеральный инвестор — Glencore International. Головной офис находится в Усть-Каменогорске. Подразделения компании расположены в четырех областях Казахстана — Восточно-Казахстанской, и Акмолинской областях и области Улытау Карагандинская область Жезканган. В «Казцинке» трудятся около 29 тысяч человек, включая сотрудников подрядных организаций.

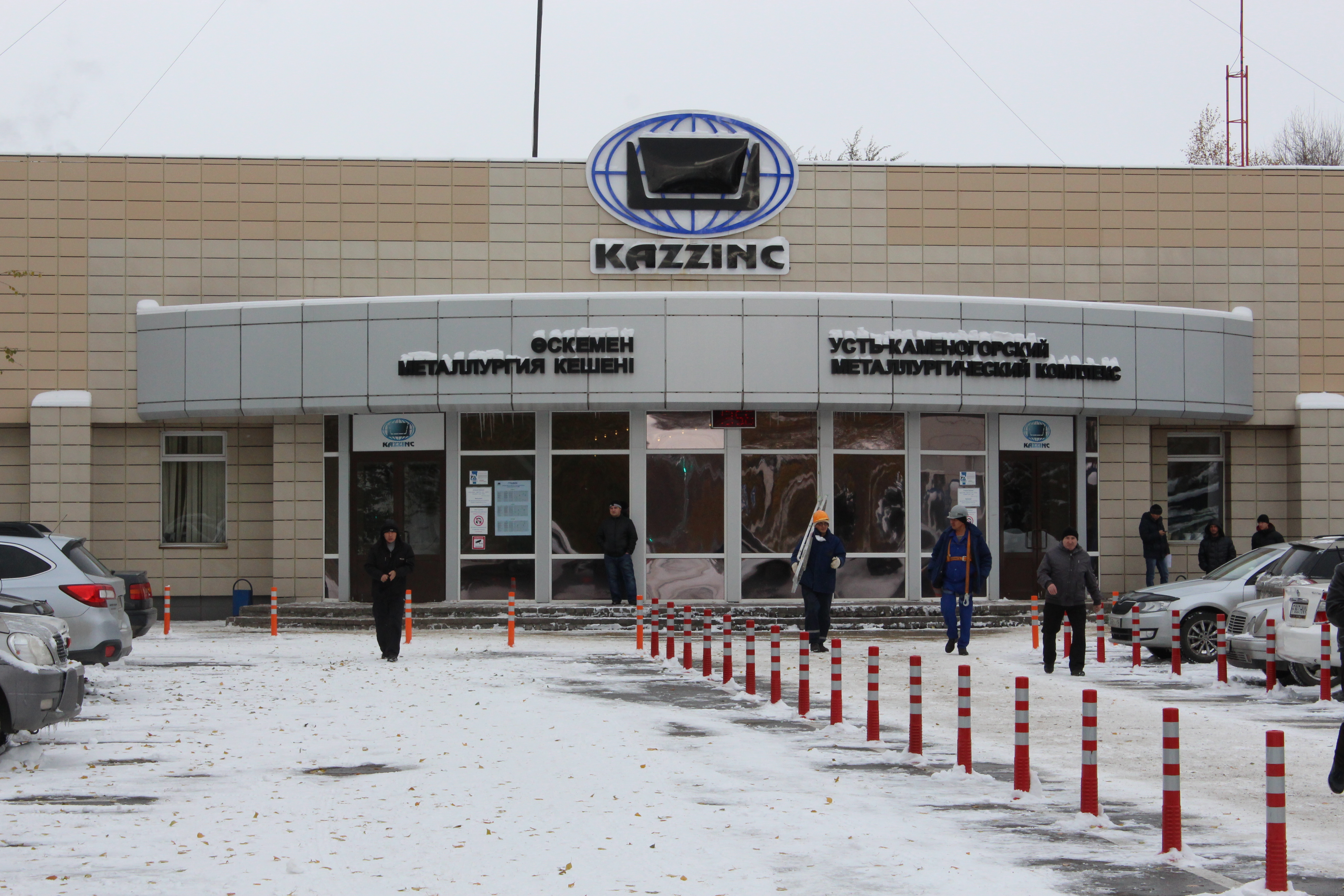
Проходная Усть-Каменогорского металлургического комплекса

## История
Компания «Казцинк» была образована слиянием казахстанских предприятий, занимающихся добычей и обработкой руд цветных металлов в Восточно-Казахстанской области в 1997 году: в Зыряновске (в настоящий момент — город Алтай) — Зыряновский свинцовый комбинат, Лениногорске (в настоящий момент — Риддер) — Лениногорский полиметаллический комбинат, Усть-Каменогорске — Усть-Каменогорский свинцово-цинковый комбинат Жезканганский - Казцинк. Собственником всех трёх комбинатов являлось Правительство Республики Казахстан, но при слиянии предприятия были переданы в частные руки. Швейцарская компания Glencore International выкупила контрольные пакеты.
На условиях долгосрочной концессии «Казцинк» получил также Бухтарминскую ГЭС.
Компания «Казцинк» является генеральным спонсором хоккейного клуба «Торпедо» из Усть-Каменогорска.

## Структура компании
- Усть-Каменогорск
  - Усть-Каменогорский металлургический комплекс
    - Цинковый завод
    - Свинцовый завод
    - Медный завод
    - Завод по производству драгоценных металлов
- Риддер
  - Риддерский горно-обогатительный комплекс
  - Риддерский металлургический комплекс
  - Промышленный комплекс «Казцинкмаш»
  - Промышленный комплекс «Казцинк-Шахтострой»
- Алтай
  - Горно-обогатительный комплекс «Алтай»
- Серебрянск
  - Бухтарминская ГЭС
- Жайрем
  - Жайремский горно-обогатительный комбинат
- Кокшетау
  - ТОО «Altyntau Kokshetau»

Жезканган
- ТОО «Қазцинк»

## Руководство компании
- Жанат Жанботин — Генеральный директор ТОО «Казцинк»
- Сапарбек Ибрагимов — Управляющий директор по финансам
- Андрей Лазарев — Управляющий директор по административным вопросам
- Мадина Касымова - Управляющий директор по комплаенс и бизнес-этике

## Награды и премии
- Премии «Парыз» Президента Республики Казахстан ТОО «Казцинк» удостоено пять раз
- Отраслевой премией «Золотой Гефест» ТОО «Казцинк» награждено 8 раз

## Вклад в развитие регионов
Казцинк принимает активное участие в социально-экономическом развитии регионов, в которых присутствуют подразделения компании. Финансирует проекты в сферах здравоохранения, образования, спорта и культуры, вкладывает средства в развитие инфраструктуры, оказывает поддержку социально-незащищённым слоям населения в городах Усть-Каменогорск, Алтай, Риддер, Кокшетау, пос. Жайрем.
При поддержке «Казцинка» были построены:
Усть-Каменогорск
- Дворец единоборств;
- Легкоатлетический центр «Ольга Рыпакова»;
- Центральный бассейн
- Теннисный центр
- Центр для детей с аутизмом «Асыл Мирас»
- Отремонтирован Дворец спорта имени Бориса Александрова

Жайрем
- Центральная мечеть
- Дворец культуры

Риддер
- Центральная мечеть

Компания взяла под шефство несколько детских домов в Восточно-Казахстанской области.
В июле 2019 года Казцинк запустил программу поддержки многодетных семей.
Казцинк ежегодно выделяет около 11 миллиардов тенге (около 28,5 миллионов долларов США) на социальные нужды городов, где находятся подразделения компании.
Казцинк учредил региональную премию, в рамках которой ежегодно награждает людей, совершивших героические поступки. Премия вручается на основе народного голосования.